# Valailles
 Valailles  es una comuna y población de Francia, en la región de Alta Normandía, departamento de Eure, en el distrito de Bernay y cantón de Bernay Oeste.
Su población en el censo de 1999 era de 321 habitantes.
Está integrada en la Communauté de communes de Bernay et ses environs .
- Datos: Q625189
- Multimedia: Valailles / Q625189

1. ↑  Worldpostalcodes.org, código postal n.º 27300.
2. ↑  INSEE, Datos de población para el año 2012 de Valailles (en francés).